# Crotenay
Crotenay är en kommun i departementet Jura i regionen Bourgogne-Franche-Comté i östra Frankrike. Kommunen ligger i kantonen Champagnole som tillhör arrondissementet Lons-le-Saunier. År 2022 hade Crotenay 619 invånare.

## Befolkningsutveckling
Antalet invånare i kommunen Crotenay
Referens:INSEE